# Seute Deern
Le Seute Deern est un trois-mâts barque allemand, à coque bois de 1919.
Il provient de la transformation du quatre-mâts goélette Elisabeth Bandi effectuée en 1939.
Il sert désormais de restaurant au Deutsches Schifffahrtsmuseum (Musée allemand de la Marine) dans le port de Bremerhaven.

## Histoire
L’Elisabeth Bandi a été construit en 1919 sur le chantier naval de Gulfport dans le Mississippi pour la Marine Coal Company de La Nouvelle-Orléans. Le quatre-mâts goélette était destiné pour la navigation de la côte est des États-Unis au Brésil. Très vite il rencontre des problèmes de déformation de la coque à cause de l'emploi de bois trop frais, causant des fuites dans les cales qu'il faut sans cesse pomper.
En 1925, il est une première fois vendu à Walter E. Reid à Bath dans le Maine. Jusqu'en 1931 le navire transporte du bois sous pavillon américain.

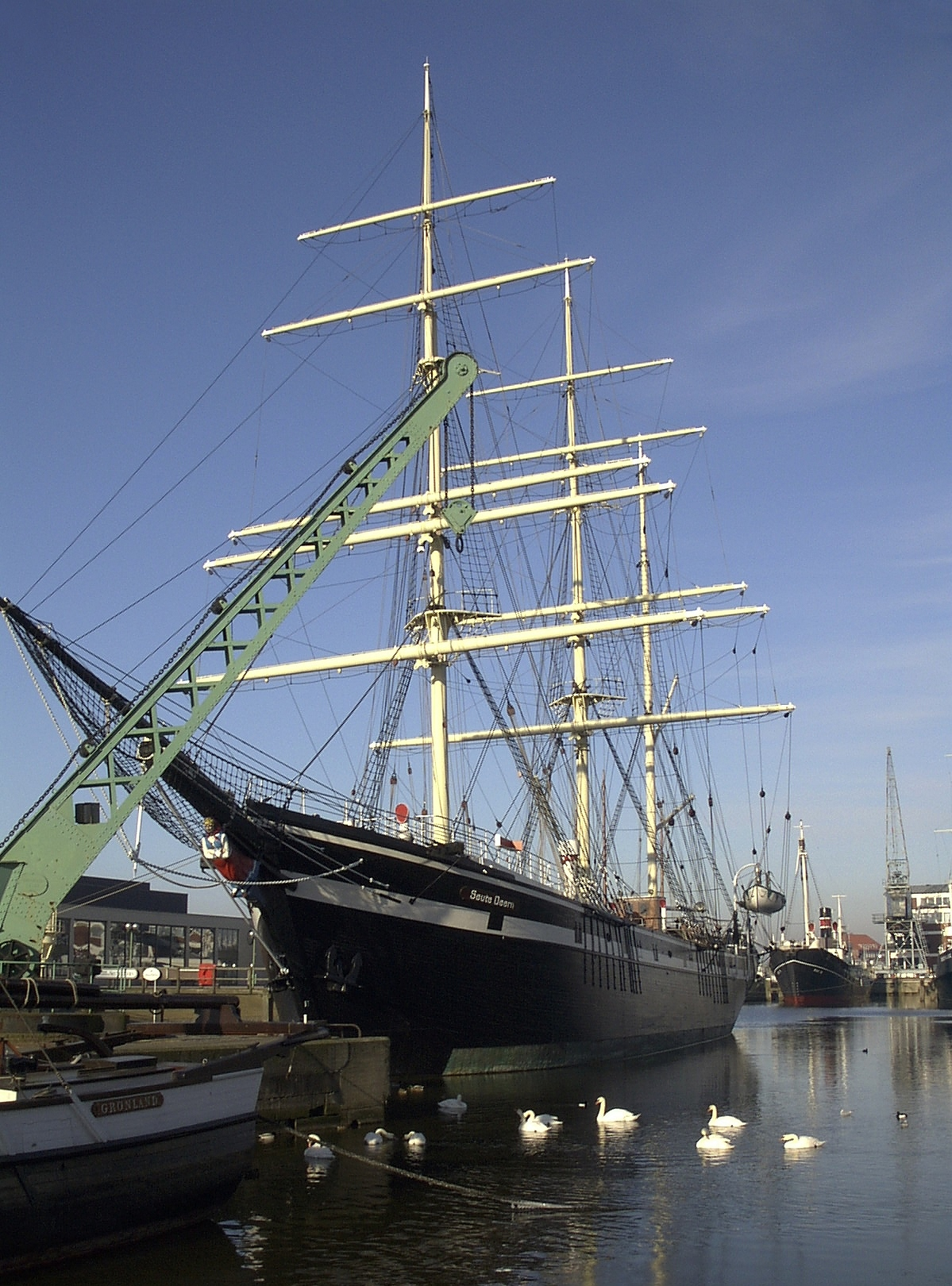
Barque Seute Deern.

En 1931, il est vendu à l'armateur finlandais William Uskanen de Sotkoma qui l'utilise dans le commerce du bois entre la Finlande, le Danemark et l'Angleterre sous le nom de Bandi. En 1935, le Bandi est mis en cale de carénage pour des travaux de coque. Puis le navire est loué durant trois ans par les agents de change Yrjänen & Kumpp de Rauma.
Ne trouvant plus de  chargement suffisant à sa rentabilité il est vendu le 7 novembre 1938 à l'armateur John T. Essberger de Hambourg. Celui-ci le confie au chantier naval Blohm & Voss de Hambourg pour lui donner une nouvelle configuration de trois-mâts barque. En six mois les travaux sont réalisés et c'est sous le nom de Seute Deern qu'il reprend du service en tant que cargo, jusqu'à la Seconde Guerre mondiale, sur les côtes de la mer Baltique.
À la fin de la guerre, le Seute Deern est au port de Lübeck et il temporairement employée par les autorités maritimes anglaises

En 1946, il est remorqué à Travemünde pour être transformé en bateau restaurant.
De 1947 à 1954, il sert d'hôtel-restaurant à quai du port ferry de Hambourg. 
En 1954, il est vendu à Albert Jan Koert, un Américain d'origine hollandaise. Sous le nom de son père Pieter Albrecht Koerts il devient une auberge de jeunesse dans sa ville natale de Delfzijl aux Pays-Bas.
En 1964, il rejoint Emden son nouveau port d'attache en reprenant le nom de Seute Deern pour subir d'importants travaux d'aménagement intérieur. Mais il connait encore des fuites de coque. En 1965 il est racheté par Kaufmann Hans Richartz de Heligoland qui finit les travaux de coque.
En 1966, il est remorqué à Bremerhaven, dans le vieux port pour servir de restaurant flottant.
Depuis 1972, le Seute Deern est devenu un bateau musée pour le Musée allemand de la Marine tout en gardant son fonctionnement de restaurant.
Le Seute Deern couleras dans le port dans la nuit du 21/22 septembre 2019. il sera détruit par la suite.